# Linia kolejowa nr 622
Linia kolejowa nr 622 (potocznie zwana Podłęże – Piekiełko) – projektowana linia kolejowa w południowej Polsce, w woj. małopolskim, łącząca rozjazd nr 401 na posterunku odgałęźnym Podłęże ze stacją Tymbark. Za budowę odpowiedzialne jest PKP PLK Centrum Realizacji Inwestycji Region Południowy. Linia ma stanowić najszybsze połączenie Krakowa z Zakopanem i Nowym Sączem.

## Zakres inwestycji
Inwestycja obejmuje budowę nowej linii kolejowej z Węgrzec Wielkich przez Szczyrzyc do Tymbarku i Fornali oraz modernizację linii kolejowej Chabówka – Nowy Sącz. Linia ma umożliwić dojazd z Krakowa do Zakopanego w czasie 90 minut, a do Nowego Sącza w 60 minut.
Rozważano dwa warianty przebiegu nowej linii i cztery warianty modernizacji linii kolejowej nr 104. Wybrano odpowiednio warianty 1A i 4. Podstawowy wariant budowy zakłada wybudowanie 58,5 km torów i 11 tuneli o łącznej długości ok. 11,7 km oraz 8 estakad o łącznej długości ok. 6,4 km, a także 20 mostów i ponad 30 wiaduktów. Nowe linie kolejowe zostały oznaczone jako nr 622 i nr 623. Odcinek Podg Podłęże R401 – Szczyrzyc będzie dwutorowy, a odcinki Szczyrzyc – Tymbark i Szczyrzyc – Fornale (linia kolejowa nr 623) będą jednotorowe. Linie mają być dostosowane do ruchu z prędkością 160 km/h. W ramach modernizacji odcinka Chabówka – Nowy Sącz zaplanowano przebudowę 74,5 km linii, w tym budowę estakady o długości ok. 1,1 km i dwóch tuneli o łącznej długości ok. 5,8 km z dostosowaniem linii do ruchu z prędkością 120 km/h (z lokalnymi ograniczeniami prędkości do 60 km/h).
Wybrany wariant wstępnie zakłada lokalizację nowych peronów w miejscowościach Balachówka, Zagórze, Wiatowice, Gdów, Zagórzany oraz Szczyrzyc.

## Historia
Plany budowy nowej linii umożliwiającej sprawniejszy dojazd do Zakopanego pojawiły się wkrótce po wybudowaniu istniejącej linii do tego miasta, a powodem był jej przebieg, który uniemożliwiał osiąganie odpowiednio dużych prędkości; wybuch I wojny światowej przerwał realizację projektu. W latach 30. XX wieku powstała koncepcja budowy linii przez Myślenice, która miała skrócić czas przejazdu z Krakowa do Zakopanego do 90 minut. Do projektu połączenia Kraków – Tymbark powrócono w 1996 roku. Przygotowanie projektu sfinansował rząd włoski, a prace zakończono w 1998 roku. Do realizacji inwestycji nie doszło z powodu braku środków.
W 2012 roku zlecono wykonanie studium wykonalności, którego ostatnie etapy opracowywano do grudnia 2016 roku. Pod koniec 2016 roku rząd zagwarantował finansowanie dwóch z trzech etapów projektu (prace przygotowawcze i modernizacja linii nr 104) poprzez umieszczenie ich na liście podstawowej Krajowego Programu Kolejowego. Etap III został natomiast umieszczony na liście rezerwowej.
W grudniu 2016 roku złożono wniosek o wydanie decyzji o środowiskowych uwarunkowaniach (postępowanie wszczęto 30 grudnia 2016 roku). W sierpniu 2017 roku zaplanowano rozpisanie przetargu na dokumentację projektową i wykup gruntów. Pozyskanie decyzji lokalizacyjnej dla projektu zaplanowano w 2018 roku, a sam wykup gruntów w 2019 roku. Ogłoszenie przetargu na przeprowadzenie robót budowlanych w ramach II etapu zaplanowano we wrześniu 2019 roku, a same roboty w ramach tego etapu przewidziano w latach 2020–2023. Pomimo braku zapewnienia finansowania dla budowy III etapu, wstępnie zaplanowano jego realizację od 2020 do 2026 roku.
31 października 2017 roku ogłoszono przetarg na przygotowanie dokumentacji projektowej na modernizację linii kolejowej nr 104 oraz budowę linii kolejowej Podłęże – Szczyrzyc – Tymbark / Mszana Dolna. W dniu 7 stycznia 2019 podpisano stosowną umowę z wybranym w wyniku przetargu wykonawcą (konsorcjum 3 firm z Egis Rail jako wiodącym partnerem). Wartość kontraktu to 180 mln zł. W kolejnym miesiącu wydane zostały prawomocne decyzje środowiskowe dla budowy linii Podłęże–Piekiełko i modernizacji linii kolejowej Chabówka – Nowy Sącz.
Przetargi na budowę:
| Nazwa postępowania | Ogłoszenie przetargu | Rozpoczęcie prac | Planowane zakończenie prac |
| --- | -------------------- | ---------------- | -------------------------- |
| Opracowanie projektu wykonawczego branży srk oraz realizację kompleksowych robót budowlanych dla Odcinka A2 Rabka Zaryte – Mszana Dolna linii kolejowej nr 104 Chabówka – Nowy Sącz                                               | 22.02.2023           |                  |                            |
| Opracowanie projektu wykonawczego branży srk oraz realizację kompleksowych robót budowlanych dla Odcinka A1 Chabówka – Rabka Zaryte oraz Odcinka E bocznica Klęczany – Nowy Sącz linii kolejowej nr 104 Chabówka – Nowy Sącz      | 10.02.2022           |                  |                            |
| Opracowanie dokumentacji projektowej i wykonanie robót budowlanych dla realizacji budowy nowych podstacji trakcyjnych PT Mszana Dolna; PT Limanowa; PT Pisarzowa i PT Przymłynie przy linii kolejowej nr 104 Chabówka – Nowy Sącz | 30.06.2021           |                  |                            |
| Modernizacja odcinka linii kolejowej nr 104 Chabówka – Nowy Sącz – odcinek D: Limanowa – bocznica Klęczany (bez stacji Limanowa                                                                                                   | 03.04.2023           |                  |                            |

## Infrastruktura

### Posterunki ruchu i punkty ekspedycyjne planowane w ramach inwestycji[19]
Na linii znajdą się 12 różnych punktów eksploatacyjnych, w tym 4 stacje kolejowe i 4 przystanki.
| Rodzaj i nazwa                     | Zdjęcie | Liczba peronów | Liczba krawędzi peronowych | Infrastruktura |
| stacja Podłęże Balachówka          |         |                |                            |                |
| przystanek Zagórze koło Niepołomic |         |                |                            |                |
| stacja Wiatowice                   |         |                |                            |                |
| stacja Gdów                        |         |                |                            |                |
| przystanek Gruszków                |         |                |                            |                |
| przystanek Szczyrzyc               |         |                |                            |                |
| przystanek Stróża koło Dobrej      |         |                |                            |                |
| stacja Tymbark                     |         |                |                            |                |

## Galeria

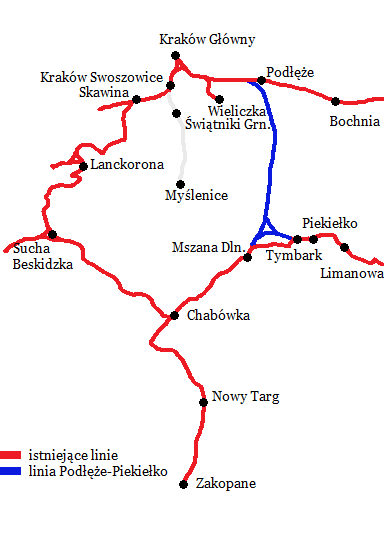
Przebieg linii na tle istniejącej sieci kolejowej
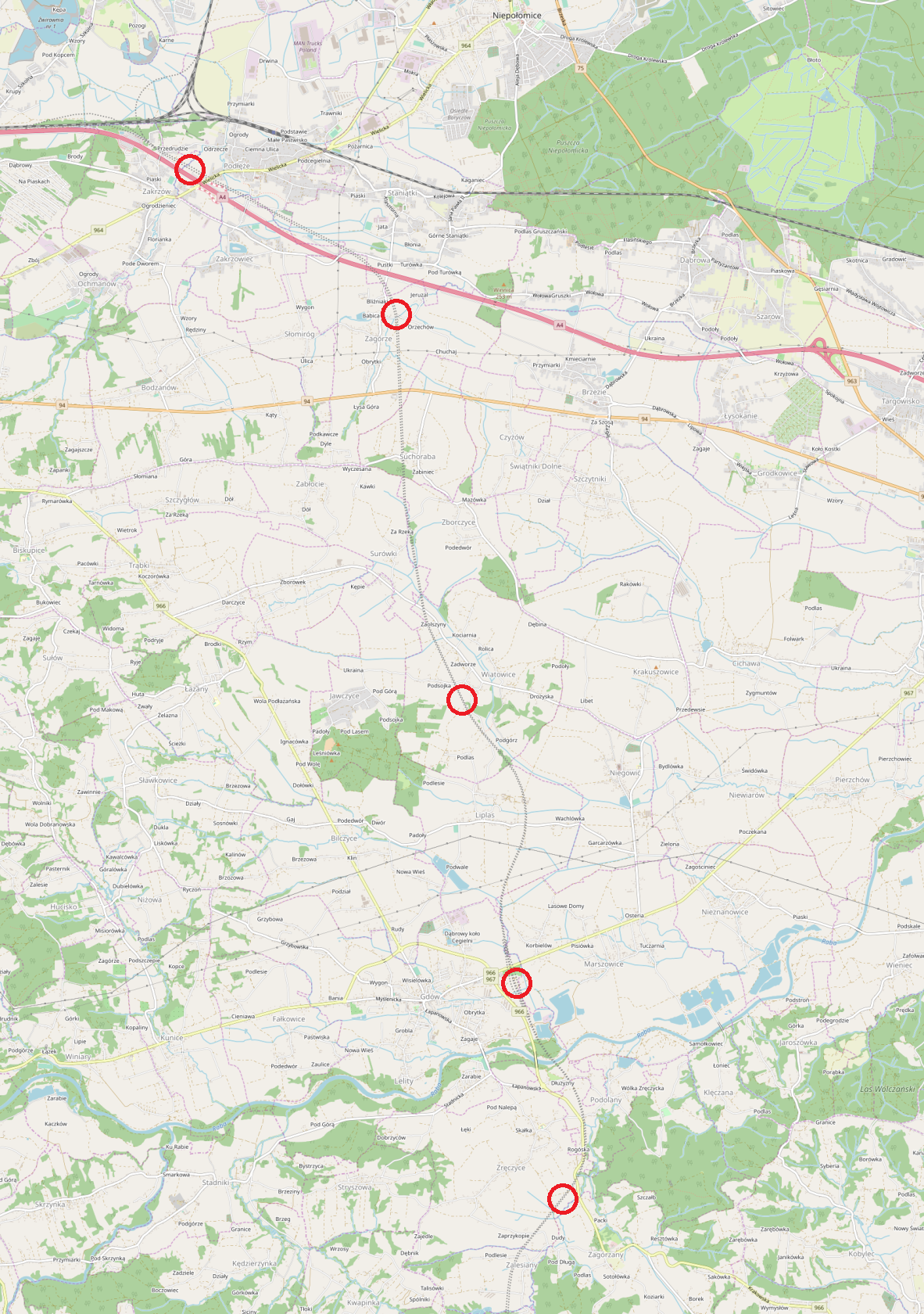
Północny odcinek linii
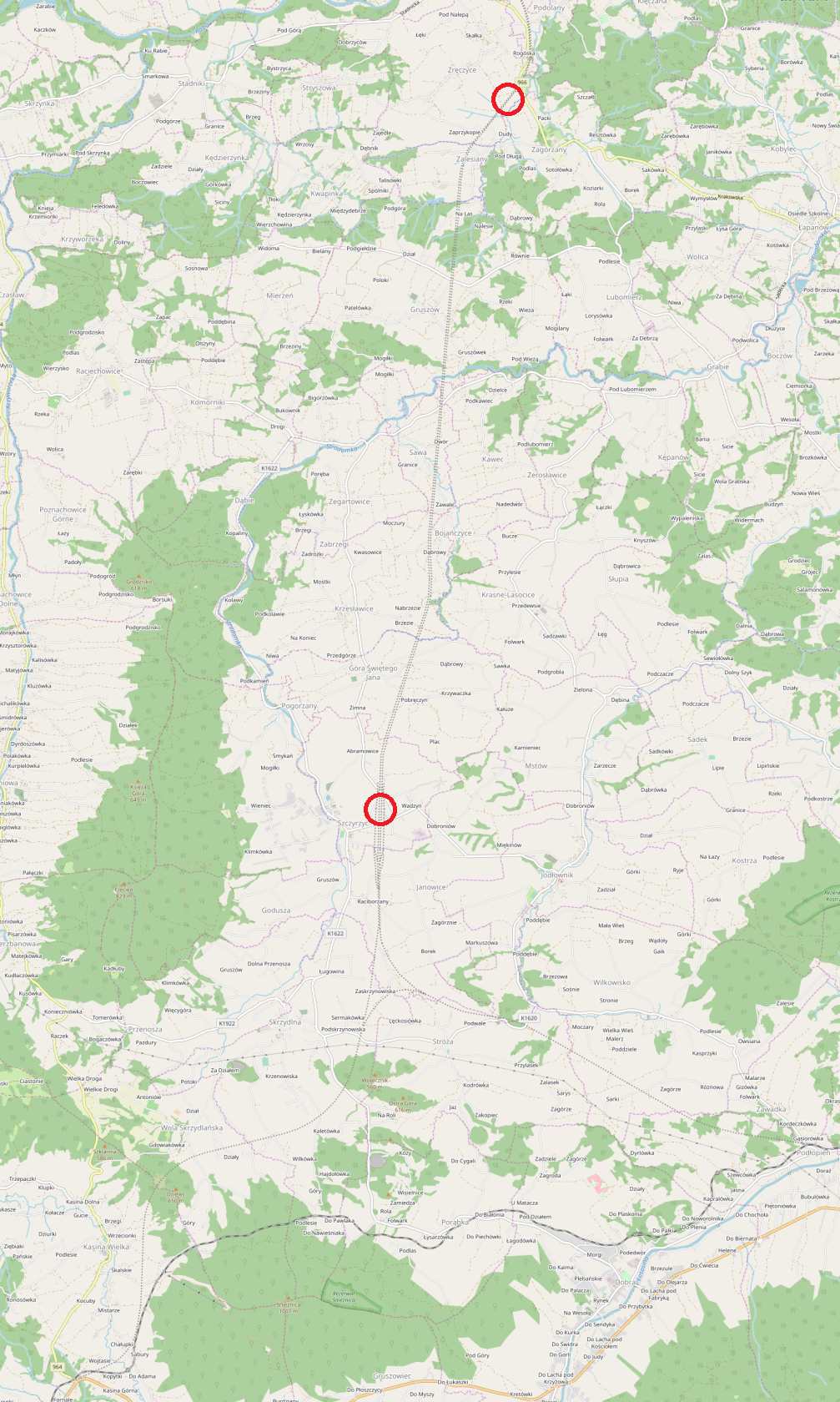
Południowy odcinek linii